# Museo de fotografía de la Isla de Mauricio
Museo de fotografía de la Isla de Mauricio (en francés: Musée de la photographie de l'île Maurice) es un museo de fotografía situado en Port Louis en la isla de Mauricio, específicamente en la calle Vieux Conseil, no muy lejos del Museo de Historia Natural. Está abierto de lunes a viernes de 9:00-15:00.
El museo privado fue fundado en 1966 gracias a la pasión por el coleccionismo del señor M. Tristan Bréville y su esposa. 